# Horn, Skövde kommun
Horn är kyrkbyn i Horns socken i Skövde kommun i Västra Götalands län. Orten är belägen cirka två kilometer från Väring. Folkmängden i Horn var 55 invånare år 2000 och uppfyllde därmed kraven som småort. År 2005 hade folkmängden minskat till mindre än 50 invånare och Horn klassas därför inte längre som småort. Från 2015 avgränsar SCB här åter en småort.
I Horn ligger Horns kyrka.